# Federica Brignone
Federica Brignone (Milán, 14 de julio de 1990) es una deportista italiana que compite en esquí alpino.
Participó en cuatro Juegos Olímpicos de Invierno, entre los años 2010 y 2022, obteniendo tres medallas, bronce en Pyeongchang 2018, en el eslalon gigante, y dos en Pekín 2022, plata en el eslalon gigante y bronce en la combinada.
Ganó cinco medallas en el Campeonato Mundial de Esquí Alpino entre los años 2011 y 2025.
En la Copa del Mundo consiguió 37 victorias y 85 podios en total. Ganó la clasificación general de la Copa del Mundo en 2020 y 2025.

## Palmarés internacional
| Juegos Olímpicos   | Juegos Olímpicos                  | Juegos Olímpicos  | Juegos Olímpicos |
| Año                | Lugar                             | Medalla           | Prueba           |
| ------------------ | --------------------------------- | ----------------- | ---------------- |
| 2018               | Pyeongchang (Corea del Sur)       | Medalla de bronce | Eslalon gigante  |
| 2022               | Pekín (China)                     | Medalla de plata  | Eslalon gigante  |
| 2022               | Pekín (China)                     | Medalla de bronce | Combinada        |
| Campeonato Mundial |                                   |                   |                  |
| Año                | Lugar                             | Medalla           | Prueba           |
| 2011               | Garmisch-Partenkirchen (Alemania) | Medalla de plata  | Eslalon gigante  |
| 2023               | Courchevel/Méribel (Francia)      | Medalla de oro    | Combinada        |
| 2023               | Courchevel/Méribel (Francia)      | Medalla de plata  | Eslalon gigante  |
| 2025               | Saalbach (Austria)                | Medalla de oro    | Eslalon gigante  |
| 2025               | Saalbach (Austria)                | Medalla de plata  | Supergigante     |